# Genalie Doria
Genalie Doria (amh. ገናሌ) – rzeka w południowej Etiopii. Ma 612 km długości. Jej źródło znajduje się w górach Bale, niedaleko źródeł rzeki Uebi Szebelie. Płynie w kierunku południowym, następnie na wschód i ponownie na południe, aż do miejscowości Dolo, gdzie łączy się z rzeką Dawa, tworząc rzekę Dżuba. Jej bieg jest przerywany przez wodospad Del Verme Falls. Na północ od Dolo uchodzi do niej rzeka Gestro. W przeszłości rzeka stanowiła granicę między dawnymi prowincjami Etiopii Harar i Sidamo. W 1892 roku rzeka została zbadana przez ekspedycję pod dowództwem Vittorio Bottego.